# NGC 5945
NGC 5945 é uma galáxia espiral barrada (SBab) localizada na direcção da constelação de Boötes. Possui uma declinação de +42° 55' 09" e uma ascensão recta de 15 horas, 29 minutos e 44,9 segundos.
A galáxia NGC 5945 foi descoberta em 12 de Junho de 1880 por Édouard Jean-Marie Stephan.